# Le Mur (Sartre)
Le Mur (De muur) is een verzameling novellen van Jean-Paul Sartre, gepubliceerd in februari 1939 door uitgeverij Gallimard. 
Sartre droeg dit boek op aan Olga Kosakiewicz, een Russische studente van Simone de Beauvoir, die op haar 19e werd opgenomen in de kring rond de Beauvoir en Sartre. Le Mur is ook de titel van het eerste verhaal in de collectie. Het boek verscheen enkele maanden na La Nausée en werd ook alom geprezen, behalve door extreemrechts (Robert Brasillach sprak over een "vervelende en ongezonde auteur"). Het was de eerste en meteen ook de laatste keer dat Sartre novellen zou schrijven. 
Op het ogenblik van publicatie, in februari 1939, had Sartre nog niet zijn twee belangrijke filosofische boeken over het existentialisme geschreven: L'être et le néant  verscheen in 1943 en L'existentialisme est un humanisme in 1946.

## Inhoud en thematiek
De verzameling bestaat uit vijf verhalen van ca. 25 tot 90 pagina's die Sartre omschrijft als "cinq petites déroutes tragiques ou comiques" (vijf kleine tragische of komische nederlagen): De Muur, De Kamer, Herostratos, Intimiteit, De jeugd van een leider.
"De muur" is het gemeenschappelijk symbool waar het in de vijf teksten om draait. Hij symboliseert opsluiting, mentaal of fysiek. In het eerste verhaal met dezelfde titel gaat het om een ter dood veroordeelde republikein tijdens de Spaanse Burgeroorlog die zijn laatste nacht in de cel doorbrengt; in het tweede verhaal, "De kamer",  ziet een vrouw hoe waanzin haar man in gevangenschap houdt; in "Herostratos"  tracht een man zich te ontworstelen uit zijn toestand door middel van een zinloze daad; "Intimiteit" vertelt het verhaal van een vrouw die in haar relatie met haar echtgenoot gevangenzit; "De jeugd van een leider" toont een adolescent die zich opsluit in een monsterlijke ideologie. De 'muur' waar de personages voor geplaatst worden is dus anders in elk verhaal, en Sartre prikkelt de nieuwsgierigheid van de lezer doordat deze wil weten hoe elk personage zal reageren als de muur in zijn leven verschijnt. Hij kan hem proberen te omzeilen, ermee leven, niets doen of wachten tot er iets gebeurt, de een of andere daad stellen, de existentiële keuze ligt bij hem.  

### De muur
Deze novelle draait om de gedachte aan de dood, het toeval en de absurditeit van het leven en vragen als "Wat zijn de gevolgen van onze keuzes?" en "Hoe gaan we onze verantwoordelijkheid nemen?" In dit verhaal symboliseert de muur de onvermijdelijkheid van en onwetendheid omtrent iemands dood, en het verwijst ook naar de 'muur' van het vuurpeloton dat de gevangenen zal executeren.
Het eerste verhaal in het boek speelt zich af aan het einde van de Spaanse Burgeroorlog. Pablo Ibieta zit als republikein gevangen in een van Franco's gevangenissen, samen met Tom, een lid van de Internationale Brigades, en Juan, een onschuldige jonge Spanjaard wiens broer actief is als republikein. Na een haastig onderzoek worden ze alle drie ter dood veroordeeld. Voor hen begint de laatste nacht van hun leven, want ze zullen reeds de volgende ochtend terechtgesteld worden. Pablo analyseert zijn situatie en die van de anderen. De eerste die het angstzweet uitbreekt is de jonge Juan, maar de Ier Tom zal snel genoeg volgen, ook al probeert hij eerst zijn zinnen te verzetten door zich met Juan bezig te houden. Pablo merkt Toms natte broek op, en weet nu dat ook Tom doodsangst uitstaat. Behalve de gevangenen zijn er ook twee bewakers en een Belgische dokter in de cel aanwezig. Pablo is er zeker van dat de dokter niet hier is om hen emotioneel te steunen. Hij observeert hen immers voortdurend en lijkt hier te zijn om te zien hoe de gevangenen met het idee van de dood omgaan. Pablo neemt zich voor om niets te tonen van zijn gevoelens, en daar is hij obsessief mee bezig. Hij zoekt steun bij de gedachte dat het, in de toestand waarin hij zich bevindt, toch niets zou uitmaken als men hem kwam vertellen dat hij naar huis mocht gaan; of hij nu kort of lang moet wachten, dat speelt geen rol meer: van zodra men de illusie kwijt is van het eeuwige leven is alles om het even. Dit helpt hem om zich kranig te houden; dat het leven een zin zou hebben lijkt hem nu een belachelijke gedachte, en daardoor is elke actie om de dingen te veranderen illusoir.

### De kamer
In de tweede novelle, "La Chambre", confronteert Sartre de lezer met de gedachten van een man die gek is geworden. Zijn vrouw wil hem niet opgeven en gaat daarmee in tegen de wil van haar ouders. Het probleem met deze vrouw is dat ze zo veel van haar man houdt dat ze er alles voor wil doen om toegang te krijgen tot zijn wereld, in plaats van er voor te vluchten. De muur scheidt in dit verhaal de wereld van de normalen van de wereld der krankzinnigen. In haar pogingen om deze muur te doorbreken komt de vrouw terecht in een situatie waarin ze zich nergens meer thuis voelt: 
De normalen geloven nog steeds dat ik een van hen ben. Maar ik kan nog geen uur tussen hen blijven. Ik heb er behoefte aan om ginds te leven, aan de andere kant van deze muur. Maar daar wil men van mij niets weten.

### Herostratos
De titel Herostratos verwijst naar de Griek die, om eeuwige roem te verwerven, in 356 v.Chr. de Tempel van Artemis in Efeze in brand stak.
In "Érostrate" geeft Sartre een visie op een andere soort ontsporing: die van een man die zich volledig afgesneden voelt van andere mensen; het is alsof een muur tussen hem en de anderen staat. De hoofdpersoon die hieraan lijdt neemt zich voor om eerst een aantal mensen te vermoorden alvorens zichzelf te doden. Zijn potentiële slachtoffers zal hij zoeken door rond te dwalen in de straten van zijn wijk. Zijn rechtvaardiging luidt als volgt: "Ik wist dat ze mijn vijanden waren, maar zij wisten het niet. Zij hadden elkaar lief, drukten hun ellebogen tegen elkaar aan; en mij wilden ze hier en daar een handje helpen omdat ze dachten dat ik hun gelijke was. Hadden ze ook maar een klein deeltje van de waarheid gekend, dan zouden ze me hebben afgeranseld." De vraag die de lezer in spanning houdt is of hij al dan niet de daad bij het woord zal voegen en een moordenaar worden.

### Intimiteit
In "Intimité" voert Sartre een jonge vrouw op, Lulu, die getrouwd is met Henri. Henri is impotent, maar dat stoort Lulu niet zo erg omdat ze af en toe een minnaar neemt. Wat haar wel buitenmatig stoort, is dat haar man haar zo vaak wijst op haar lage opleiding en daarbij zijn eigen scholing als superieur voorhoudt. Uiteindelijk beslist Lulu, hiertoe aangespoord door haar vriendin Rirette, om haar man te verlaten. Ze is van plan om te verhuizen naar Nice en daar met haar nieuwe minnaar Pierre te gaan leven. Ze verlaat het huis, en haar minnaar laat haar de nacht voor hun vertrek naar Nice overnachten in een onguur hotelletje. Na de liefde met haar bedreven te hebben, verdwijnt hij tot de volgende dag. Ze kan echter de slaap niet vatten, want angstige gedachten houden haar wakker. Ze hoort Pierre fluiten onder haar raam voor hij vertrekt, en weet dat hij zich nu licht en dichterlijk voelt, verlost van zijn vieze vrachtje dat tussen haar benen en aan de handdoek kleeft. "... il a laissé son ordure ici, dans le noir, il y a un essuie-main qui en est rempli, et le drap est humide au milieu du lit, je ne peux pas étendre mes jambes parce que je sentirais le mouillé sous ma peau, quelle ordure". De vraag die de lezer zichzelf begint te stellen is of Lulu ook zal opstaan en vertrekken. 
Het was Lulu's streven om iets van zichzelf te maken, een authentiek wezen, maar zij ontdekt dat de rollen van echtgenote, vriendin en minnares geen betekenis hebben. De angst die ze voelt, en die haar zou kunnen aanzetten om te bereiken wat ze wil, verlamt haar echter, en uiteindelijk besluit zij om bij haar echtgenoot te blijven.

### De jeugd van een leider
In "L’enfance d’un chef" is Lucien Fleurier de hoofdpersoon. Als kind aarzelde hij, zo komt de lezer te weten, over de vraag of hij een jongen of een meisje was. Zijn vader, een grootindustrieel, pepert hem van jongs af in dat er voor hem slechts één weg open ligt, en dat is "chef" worden, een leider, net als hij. Tijdens de zoektocht naar zijn identiteit, en om te weten te komen wat er mis is met hem, neemt Fleurier zijn toevlucht tot de freudiaanse psychoanalyse en wordt hij de eenmalige seksuele partner van een pederast-dichter. Op een dag ontmoet hij een jongeman die hem het ware pad van de "chef" openbaart: toetreding tot l’Action Française, een fascistische groepering die haat tegen buitenlanders en joden predikt. Na enige aarzeling laat Lucien zich overtuigen dat lid worden van deze beweging de enige manier is om zijn bestaan zin te geven en gerespecteerd te worden. De manier waarop dit personage zijn toestand beschouwt gaat lijnrecht in tegen wat het existentialisme van Sartre verkondigt. Hij zegt dat zelfs voordat hij geboren werd, zijn plaats onder de zon voorbestemd was, en dat hij geboren werd om die plaats te bezetten. Sartre schrijft over Lucien Fleurier: "J'existe, pensa-t-il, parce que j’ai le droit d’exister," (ik besta, dacht hij, omdat ik het recht heb om te bestaan) terwijl het existentialisme juist voorhoudt dat existeren voorafgaat aan de essentie; het is pas door je daden dat je een authentiek mens wordt.

## Nederlandse vertalingen
- De muur, Amsterdam, De Bezige Bij, 1962 eerste druk, vertaling door Christiaan N. Lijsen. ISBN 978-90-234-0647-1.

## Televisie- en filmbewerkingen
- La Chambre, voor televisie, door Michel Mitrani, 1964
- Le Mur, voor televisie, door Serge Roullet, 1967
- Intimité, voor film, door Dominique Moll, 1993